# هلیفکس (یورکشایر غربی)
latitudeهلیفکس (یورکشایر غربی)longitudeهلیفکس (یورکشایر غربی)
هالیفاکس، یورکشایر غربی (به انگلیسی: Halifax) شهری در منطقهٔ لندن کشور انگلستان است که در یورکشر غربی واقع شده‌است. میزان رشد سالانهٔ جمعیت هالیفاکس، یورکشایر غربی می‌باشد و جمعیت این شهر در.